# アンドレア・フィッシャー

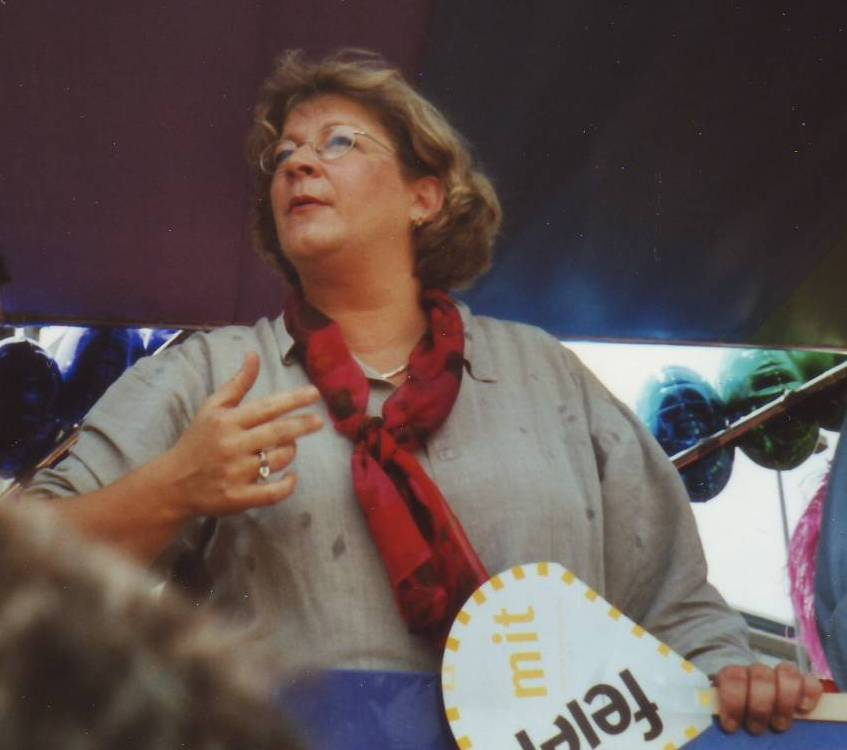
Andrea Fischer

アンドレア・フィッシャー（Andrea Fischer、1960年1月14日 -　）は、ドイツの政治家、編集者。同盟90/緑の党所属。1998年からゲアハルト・シュレーダー政権で保健大臣（厚生大臣に相当）を務めたが、2001年に狂牛病問題での発言の責任を取り保健相を辞任した。

## 経歴
ノルトライン＝ヴェストファーレン州アルンスベルク生まれ。アビトゥーア合格後、印刷工としての教育を受ける。印刷工・校正係として働いたのち、ベルリン自由大学で経済学を学んだ。早くにカトリック教会から離れたが、およそ20年後に復帰している。大学卒業後欧州議会、ベルリン社会学研究所、連邦保険庁などに勤務した。
国際マルクス主義者グループに属していたが、1985年に緑の党に入党。1994年、ドイツ連邦議会議員に当選。1998年の総選挙で同盟90/緑の党とドイツ社会民主党 (SPD) の連立によるゲアハルト・シュレーダー政権が成立すると、保健相として入閣した。しかし狂牛病への対応をめぐって批判を受け、2001年1月9日にカール＝ハインツ・フンケ農業相と共に辞任した。翌2002年の連邦議会選挙に落選し、政界を離れた。
現在は国際保健政策に関する出版業およびロビイストとして活動している。2001年からドイツ精神症患者会の名誉会長を務める。2002年から2003年まではニュース専門チャンネル n-tv の番組「緑のサロン」の司会を務め、またラジオにも定期的に出演して新刊犯罪小説の紹介コーナーを持っていた。2004年から2006年まではコンサルタント会社で保健・食品に関する経営顧問を務める。2006年からは広告代理店や雑誌社で公衆衛生に関する顧問および編集者を務めている。